# معجزه در سلول شماره ۷ (فیلم فیلیپینی ۲۰۱۹)
معجزه در سلول شماره ۷ (به انگلیسی: Miracle in Cell No. 7) یک فیلم درام محصول کشور فیلیپین به کارگردانی نوئل کریسوستومو ناوال و بازی آگا موهلاچ و بلا پادیلا است. این فیلم براساس فیلمی به همین نام محصول کره جنوبی در سال ۲۰۱۳ به کارگردانی لی هوان-کیونگ ساخته شده است.